# Bredballe Sogn
Bredballe Sogn er et sogn i Vejle Provsti (Haderslev Stift).
Bredballe Kirke blev opført i 1907. I 1977 blev Bredballe Sogn udskilt som selvstændigt sogn fra Hornstrup Sogn, som havde hørt til Nørvang Herred i Vejle Amt. Hornstrup sognekommune var ved kommunalreformen i 1970 indlemmet i Vejle Kommune.
I Bredballe Sogn findes følgende autoriserede stednavne:
- Bredballe (bebyggelse, ejerlav)
- Bredballestrand (bebyggelse)
- Brønsodde (areal, bebyggelse)
- Bybæk (bebyggelse)
- Selsbjerg (bebyggelse)